# 南串山町
南串山町（みなみくしやまちょう）は、長崎県の島原半島にあった町。南高来郡に属した。
2005年10月11日に周辺6町と新設合併し、雲仙市として市制を施行したため、自治体としては消滅した。
現在の雲仙市内における南串山町の地域にあたり、旧町役場は南串山総合支所として業務が行われている。

## 地理
島原半島の南西部に位置し、橘湾に面する。
- 山：彦山
- 島嶼：児島
- 半島：国崎半島[1]
- 河川：境川、川内川、鬼塚川、水ノ浦川、小津波見（こつばみ）川
- 港湾：京泊漁港、中ノ場漁港

## 歴史
1652年（承応元年）、高来郡串山村が北串山村と南串山村に分割されて以来、他村との合併もないまま自治体となり、その後も116年間他の自治体と合併することなく推移した。

### 沿革
- 1889年（明治22年）4月1日 - 町村制施行により、南高来郡南串山村が単独村制にて発足。
- 1969年（昭和44年）4月1日 - 南串山村が町制施行。南串山町となる。
- 2005年（平成17年）10月11日 - 国見町、瑞穂町、吾妻町、愛野町、千々石町、小浜町と合併し市制施行。雲仙市が発足し、南串山町は自治体として消滅。

## 地域

### 地名
名を行政区域とする。南串山町は1889年の町村制施行時に単独で自治体として発足したため、大字は無し。（発足当初は南串山村）
なお、南串山町では名の名称を十干に置き換えて表記する。
- 甲 / 荒牧名
- 乙 / 尾登名（おのぼり）
- 丙 / 京泊名

## 行政
- 町長 ： 松本安男（最終代）

## 教育

### 小・中学校
- 南串山町立南串中学校
- 南串山町立第一小学校
  - 諏訪の池分校（休校中）
- 南串山町立第二小学校

いずれも合併により南串山町立から雲仙市立となった。

### 特別支援学校
- 長崎県立島原特別支援学校南串山分教室

## 交通
- 最寄り空港は長崎空港。
- 最寄り鉄道駅は島原鉄道加津佐駅（合併直前）
  - ※加津佐駅が廃止され、2008年4月以降現在の最寄り鉄道駅は島原鉄道愛野駅
  - JRの最寄り駅はJR九州諫早駅。

### バス路線

#### 一般路線バス
- 島原鉄道バス
- 長崎県交通局（長崎県営バス）※2007年に廃止。島原鉄道バスに一本化。

### 道路
- 高速道路の最寄りインターチェンジは長崎自動車道諫早インターチェンジ。このインターチェンジから車で片道1時間ほどかかる。

#### 一般国道
- 国道251号
- 国道389号

## 産業
農業および漁業を主産業とする。農業においては戦前には百合根の生産量が国内最大であったが、戦後に衰退。現在はジャガイモ・レタス・カボチャ・タマネギなどが生産されている。漁業においてはいわし煮干製造が盛んである。

## 名所・旧跡・観光スポット・祭事・催事

### 名所・旧跡・観光スポット
- キリシタン墓碑[3]
- 国崎半島自然公園

### 祭事・催事
- 八幡神社大祭 ： 10月

## 出身・ゆかりのある人物
- 馬場元治（弁護士、長崎市会議員、長崎県会議員、衆議院議員） - 建設大臣を務めた。
- 松永光（弁護士、自民党衆議院議員） - 衆議院議長松永東の養子。文部大臣、通産大臣、大蔵大臣などを歴任した。